# Nagybajcs
Nagybajcs – wieś i gmina w północno-zachodniej części Węgier, w pobliżu miasta Győr.
Miejscowość leży na obszarze Małej Niziny Węgierskiej, w pobliżu granicy słowackiej. Administracyjnie należy do powiatu Győr, wchodzącego w skład komitatu Győr-Moson-Sopron.
Gmina Nagybajcs liczy 929 mieszkańców (2009) i zajmuje obszar 7,65 km².